# Isoenzyme

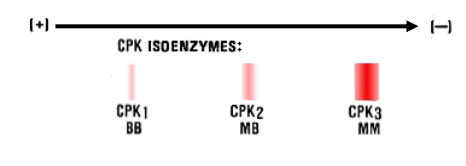
Analogues de créatine kinase

Les isoenzymes (ou isozymes) sont des enzymes présentant une séquence d'acides aminés différente d'une autre enzyme mais catalysant la même réaction chimique. En médecine clinique, « isozyme » a un sens plus restreint en se limitant à l'ensemble des formes physiquement distinctes et séparables d'une enzyme au sein d'un être humain.
Ces enzymes présentent habituellement des paramètres cinétiques différents ou des propriétés de régulation différentes.
L'existence d'isozymes permet une meilleure adaptation au métabolisme pour répondre aux besoins d'un tissu ou d'un stade de développement particulier.
En biochimie, les isozymes sont des isoformes (variétés très proches) d'enzymes. En général, elles sont codées par les mêmes gènes mais ont muté avec le temps.
Bien que les définitions d'allozyme et d'isoenzyme soient différentes, on utilise souvent les deux mots de façon interchangeable.

## Exemples
- Glucokinase et Hexokinase
- Cyclooxygénase
- stéroïde 5-alpha réductase 1 and 2 (SRD5A1 and SRD5A2).